# Диденко, Анатолий Григорьевич
Анато́лий Григо́рьевич Диде́нко (род. 30 сентября 1944, Кировоград) — юрист-правовед, специалист в области гражданского права, крупнейший казахстанский цивилист, доктор юридических наук, профессор, арбитр Международного арбитражного суда.

## Биография
Родился в 1944 году в городе Кировоград Украинской ССР. Детские и юношеские годы прошли в городе Джамбул Казахской ССР. В 1960 году окончил среднюю школу № 2 им. Октябрьской революции.
В 1967 году окончил юридический факультет Казахского университета им. С. М. Кирова по специальности «правоведение» с квалификацией «юрист».
В 1967—1971 годы работал юрисконсультом Министерства автодорог Казахской ССР, в 1971—1972 преподавал в Алма-Атинской средней специальной школе милиции МВД СССР (1971—1972).
С 1972 года — преподаватель, доцент, профессор юридического факультета Казахского государственного университета, заведующий кафедрой (советского и) гражданского права (1990—1994). В 1994—2008 годы — заведующий кафедрой гражданского права Казахского государственного юридического университета.
С 2008 года — профессор кафедры частно-правовых дисциплин Каспийского общественного университета. Одновременно — арбитр Международного арбитражного суда, член Международного Совета при Верховном суде (с 2016).
Является одним из основателей Высшей школы права «Адилет».

### Семья
Отец — Григорий Яковлевич Диденко, мать — Тамара Сергеевна Диденко.
Жена: Ольга Анатольевна Диденко (р. 1958), химик. Дети:
- дочь — Ульяна Диденко (р. 1969), юрист;
- дочь — Олеся Сахарова (р. 1975), юрист;
- сын — Георгий Михайлов (р. 1981), биохимик[2].

## Научная деятельность
В 1971 году защитил кандидатскую («Гражданско-правовые формы борьбы с нарушениями хозяйственных договоров», руководитель — Ю. Г. Басин), в 1985 — докторскую диссертацию («Гражданско-правовые нормы оперативно-хозяйственной самостоятельности строительных организаций», консультант — Ю. Г. Басин, в числе официальных оппонентов был А. А. Собчак). Доцент (1978); профессор (1986).
Основные направления исследований:
- гражданское право.

Участвовал в международных конференциях в Голландии (1994), США (1998). Входит в состав редколлегии журнала «Научные труды „Әділет“» Каспийского университета, журнала «Юрист».
Автор более 200 научных работ, 4 монографий; под его редакцией вышло 57 выпусков сборников «Гражданское законодательство. Статьи, комментарии, практика».
Участвовал в разработке ряда важнейших нормативных правовых актов Казахстана.

### Избранные труды
- Гражданское законодательство Республики Казахстан: статьи, комментарии, практика / под. ред. А. Г. Диденко. — Алматы: Аркаим, 2002. — Вып. 13. — 332, [4] с. ISBN 9965-603-04-9
- Гражданское законодательство: статьи, комментарии, практика / под. ред. А. Г. Диденко. — Алматы: Юрист, 2003. — Вып. 18. — 291 с. ISBN 9965-431-53-1
- Гражданское законодательство: статьи, комментарии, практика / Верховный Суд РК; [К. А. Мами и А. Г. Диденко]. — Алматы: Раритет, 2014. — Вып. 43. — 254 c. — 1000 экз. ISBN 978-601-250-219-0
- Гражданское право: (общ. часть): учеб. / [гл. ред. А. Г. Диденко]. — Алматы: Нур-пресс, 2006. — 721 с. — 2000 экз. ISBN 9965-9576-3

## Награды
- Юбилейная медаль «20 лет Конституции Республики Казахстан» (2015)[7]
- Европейская золотая медаль и диплом di merito Ассоциации европейских торгово-промышленных палат (Eurochambres)[англ.][8]

## Комментарии
1. ↑  Ныне — кафедра гражданского права и гражданского процесса, трудового права[3].
2. ↑  Список работ приведен на сайте «Параграф»[2].